# Aday Khoury
Aday Khoury, född 7 mars 1995, är en svensk före detta fotbollsspelare.

## Karriär
Khourys moderklubb är Assyriska FF. Han flyttades upp i a-laget i augusti 2013. Khoury debuterade för klubben den 21 mars 2013 i en cupmatch mot Råslätts SK. Hans debut i Superettan kom den 2 september 2013 i en 2–0-bortaförlust mot Falkenbergs FF, där Khoury byttes in mot Amin Nazari i den 89:e minuten. I april 2015 lånades Khoury ut till Södertälje FK.
Inför säsongen 2016 gick Khoury till Arameisk-Syrianska IF. Khoury skadade dock korsbandet i februari 2016 och missade hela säsongen. Han förlängde i januari 2017 sitt kontrakt med klubben.
I januari 2018 skrev Khoury på för division 2-klubben Södertälje FK. I april 2019 värvades Khoury av Trosa Vagnhärad SK.

## Karriärstatistik
| Klubb                                                 | Säsong            | Inhemsk liga      | Inhemsk liga | Inhemsk liga | Nat. täv. | Nat. täv. | Internat. täv. | Internat. täv. | Totalt | Totalt |
| Klubb                                                 | Säsong            | Serie             | SM           | Mål          | SM        | Mål       | SM             | Mål            | SM     | Mål    |
| ----------------------------------------------------- | ----------------- | ----------------- | ------------ | ------------ | --------- | --------- | -------------- | -------------- | ------ | ------ |
| Assyriska FF                                          | 2013              | Superettan        | 1            | 0            | 1         | 0         | 0              | 0              | 2      | 0      |
| Assyriska FF                                          | 2014              | Superettan        | 0            | 0            | 2         | 0         | 0              | 0              | 2      | 0      |
| Assyriska FF                                          | 2015              | Superettan        | 0            | 0            | 2         | 0         | 0              | 0              | 2      | 0      |
| Assyriska FF                                          | Totalt i klubblag | Totalt i klubblag | 1            | 0            | 5         | 0         | 0              | 0              | 6      | 0      |
| Antal matcher och mål är korrekt per den 29 mars 2015 |                   |                   |              |              |           |           |                |                |        |        |